# Rosa taiwanensis
Rosa taiwanensis es una especie de planta del género Rosa, de la familia Rosaceae.

## Taxonomía
Rosa taiwanensis fue descrita por Nakai en 1916.

## Distribución
Se encuentra en el territorio de Taiwán.